# Sciaenops
Sciaenops is een monotypisch geslacht van straalvinnige vissen uit de familie van ombervissen (Sciaenidae).

## Soort
- Sciaenops ocellatus (Linnaeus, 1766)